# Clarias agboyiensis
Clarias agboyiensis är en fiskart som beskrevs av Sydenham, 1980. Clarias agboyiensis ingår i släktet Clarias och familjen Clariidae. IUCN kategoriserar arten globalt som livskraftig. Inga underarter finns listade i Catalogue of Life.